# アゲノミクス!!/キミロス/阿破乱舞
「アゲノミクス!!/キミロス/阿破乱舞」（アゲノミクス!!/キミロス/アッパーランブ）は、2019年2月19日にT-Palette Recordsから発売、および配信された日本の女性アイドルグループ・アップアップガールズ（仮）の通算25枚目のCDシングルである。

## 収録曲
1. アゲノミクス!!
作詞：NOBE、作曲：michitomo、編曲：KOJI oba / 松井ジャーマンJr.
2. キミロス
作詞：児玉雨子、Rap詞：児玉雨子 / Tomgirl、作曲：michitomo、編曲：michitomo / 松井ジャーマンJr.
3. 阿破乱舞
作詞・作曲・編曲：PandaBoY
4. アゲノミクス!!（Instrumental）
5. キミロス（Instrumental）
6. 阿破乱舞（Instrumental）

## リリース日一覧
| 地域 | リリース日    | レーベル          | 規格                   | カタログ番号 |
| ---- | ------------- | ----------------- | ---------------------- | ------------ |
| 日本 | 2019年2月19日 | T-Palette Records | マキシシングル         | TPRC-0223    |
| 日本 | 2019年2月19日 | T-Palette Records | デジタル・ダウンロード | -            |